# 최나연
최나연(崔羅蓮, 1988년 10월 28일 ~ )은 대한민국의 골프 선수이다. 2012년 LPGA 투어 메이저 대회인 US 여자 오픈에서 우승하였다.

## 학력
- 성호초등학교
- 성호중학교
- 대원외국어고등학교
- 건국대학교 체육교육과 학사

## 수상 내역
- 2015 LPGA 투어 월마트 NW 아칸소 챔피언십 우승
- 2015 LPGA 투어 코츠 챔피언십 우승
- 2013 LPGA 투어 브리티시 여자오픈 준우승(메이저)
- 2012 KLPGA 투어 스윙잉 스커츠 월드 레이디스 마스터즈 우승
- 2012 LPGA 투어 CME 그룹 타이틀홀더스 우승
- 2012 LPGA 투어 US 여자오픈 우승
- 2011 볼빅 한국여자프로골프 대상 해외 선수상 수상
- 2011 LPGA 투어 사임 다비 말레이시아 우승
- 2011 KLPGA 투어 한화금융 클래식 우승
- 2011 대한골프협회 2010 최우수 프로 선수상
- 2010 하이마트 한국여자프로골프 대상 해외 선수상 수상
- 2010 LPGA 투어 베어트로피 수상
- 2010 LPGA 투어 하나은행 챔피언십 우승
- 2010 LPGA 투어 US 여자오픈 준우승(메이저)
- 2010 LPGA 투어 제이미 파 오웬스 코닝클래식 우승
- 2009 제40회 경기도체육상 스포츠 스타상
- 2009 LPGA 투어 하나은행 코오롱 챔피언십 우승
- 2009 LPGA 투어 삼성 월드 챔피언십 우승
- 2007 KLPGA 투어 신세계컵 KLPGA 챔피언십 우승
- 2006 KLPGA 투어 KB국민은행 스타투어 3차 대회 우승
- 2005 KLPGA 투어 레이크사이드 레이디스 오픈 우승
- 2004 KLPGA 투어 에이디티캡스 인비테이셔널 우승(아마추어)
- 2004 MBC XCANVAS 여자오픈 5위
- 2004 제주도지사배대회 여고부 우승
- 2003 제21회 한국주니어골프선수권대회 여자부 1위